# Grimspound

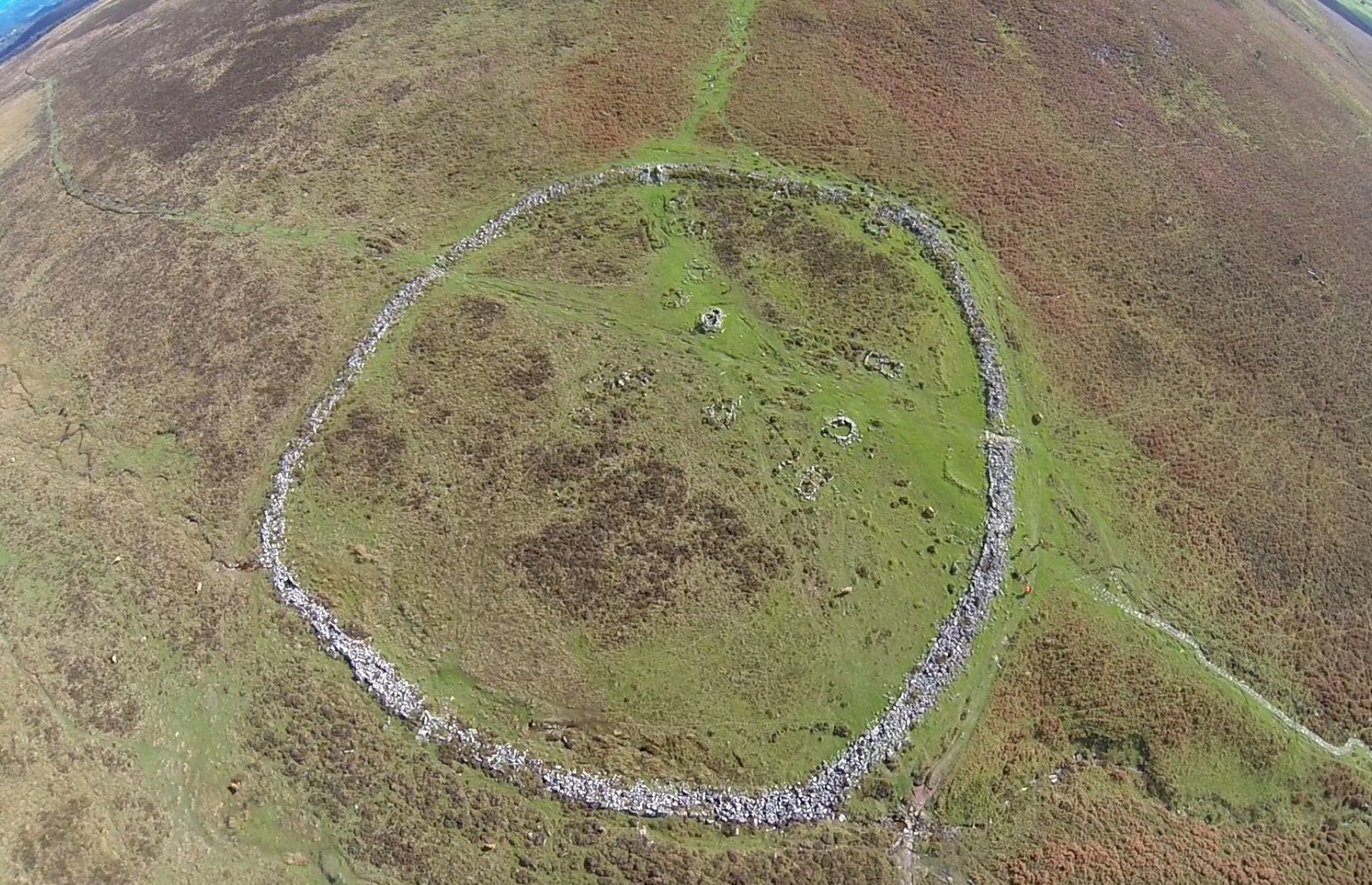
Luftbild

Grimspound ist ein archäologischer Fundplatz in England und liegt in Devon im Dartmoor National Park auf einer Farm am Hügel „Hookney Tor“ nahe dem Dorf Widecombe-in-the-Moor.

## Etymologie
Der Name Grim geht auf die Angelsachsen bzw. Normannen zurück. Er ist ein Synonym für den nordischen Gott Odin. Siehe auch Graemsay, Insel der Orkney, Grimsay, Insel der Hebriden, Grimsby, Ort in Lincolnshire, Grimsbury Castle, Hillfort in Oxfordshire, Grim’s Ditch, Erdwerk, Grim’s Dyke (Name für den Antoninuswall), Grim’s Grave Steinkiste in Dartmoor, Grimes Graves, Flintminen, Grimshader (Grims Sitz) auf Lewis and Harris, Grims Lake Mire (Steinkiste im Grims See Morast), Grim’s Mound, Rundhügel in Lincolnshire, Grimsetter (Grims Sitz) auf Orkney und Shetland, Grimsthorpe Castle (Grims Dorf), sowie mehrere Orte oder Kombinationen mit dem Namen Grimston (z. B. Grimston-Lyles Hill Ware). 
Als der Topograph Reverend Richard Polwhele (1760–1838) den Platz benannte, stellte er damit unausgesprochen den Kontext zu einem Kultplatz her, nannte ihn allerdings Ort der Rechtsprechung, also Thingplatz.

Grimspound
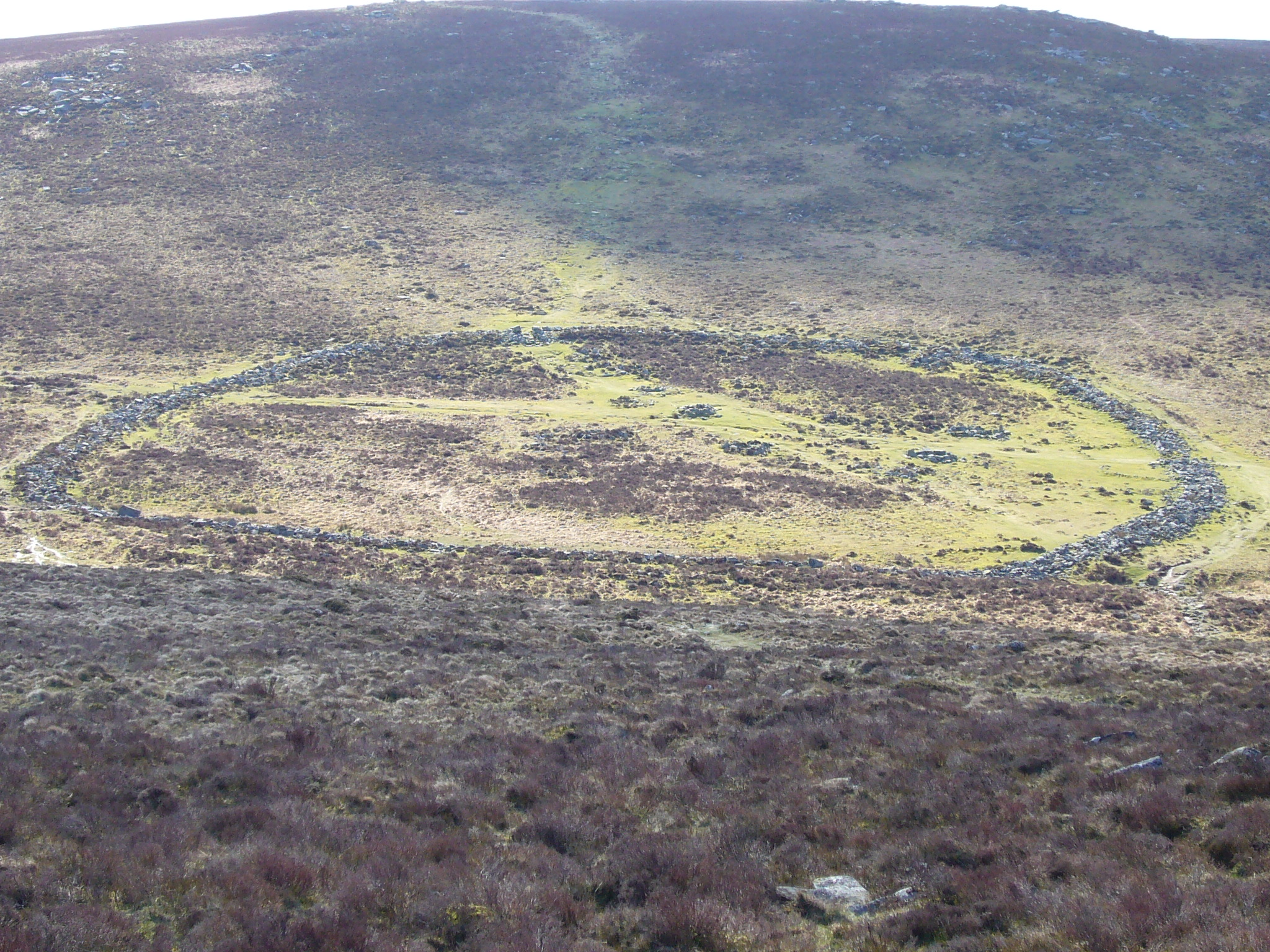
Grimspound vom Hookney Tor
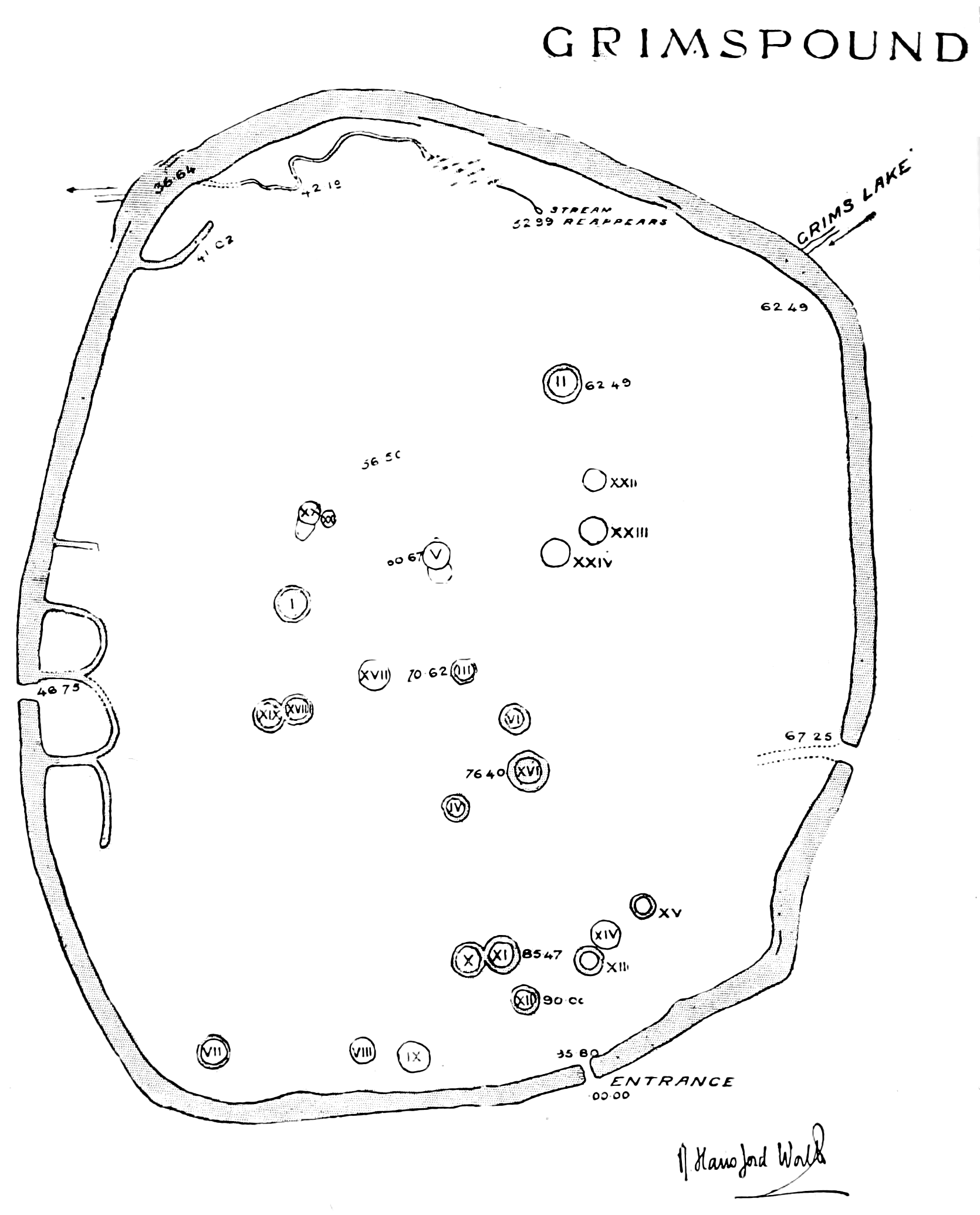
Grimspound im Book of the West
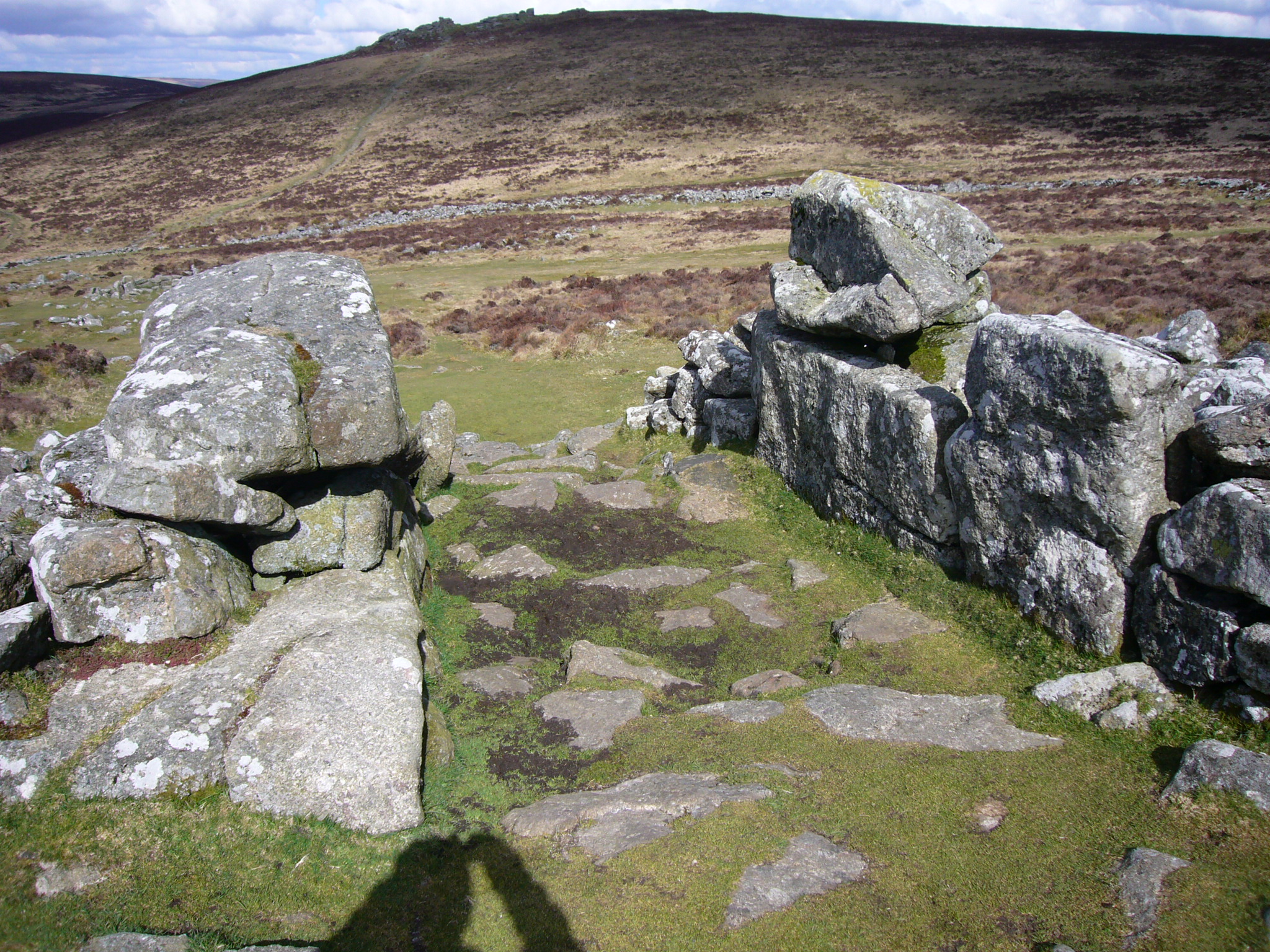
Zugang zu Grimspound
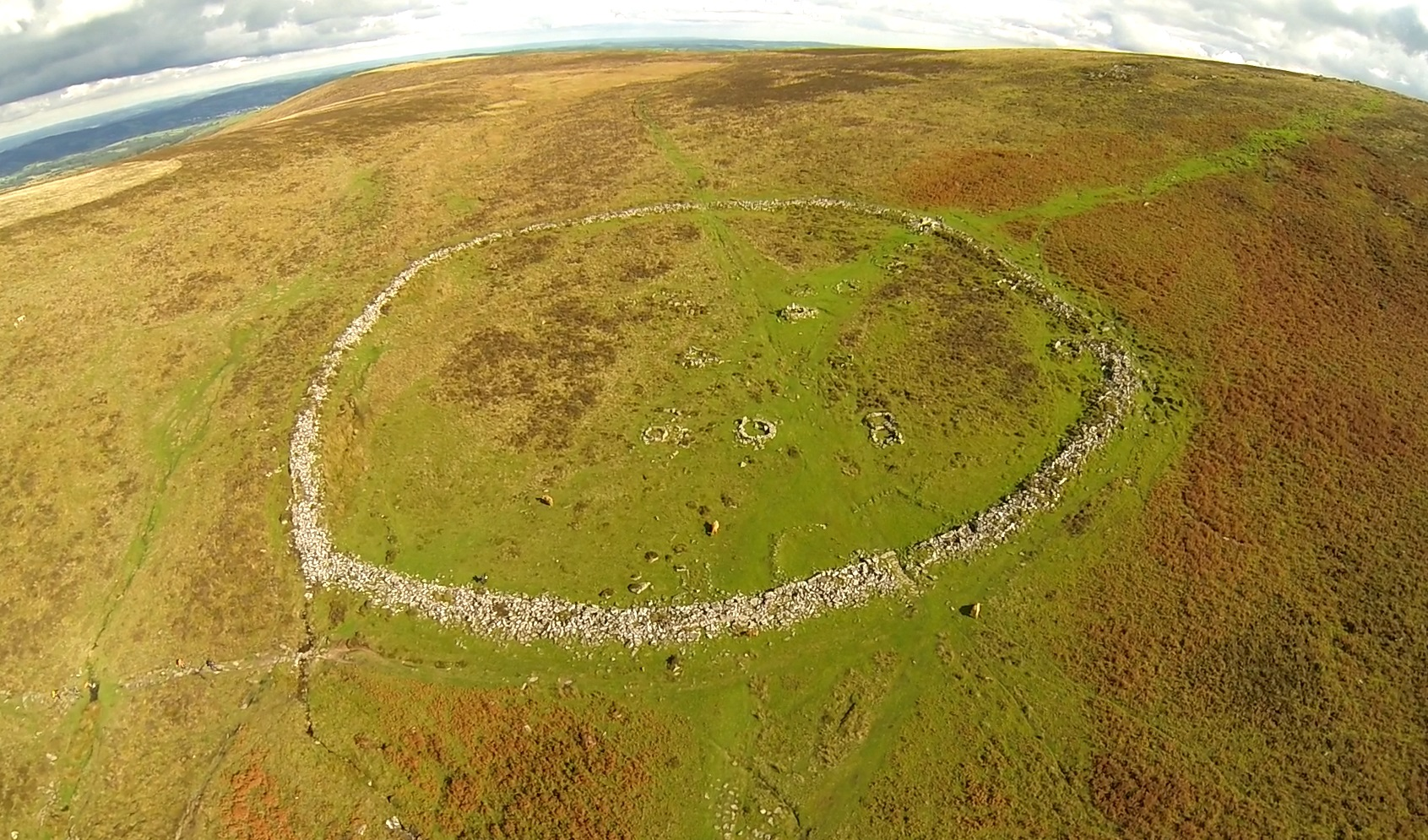
Luftbild
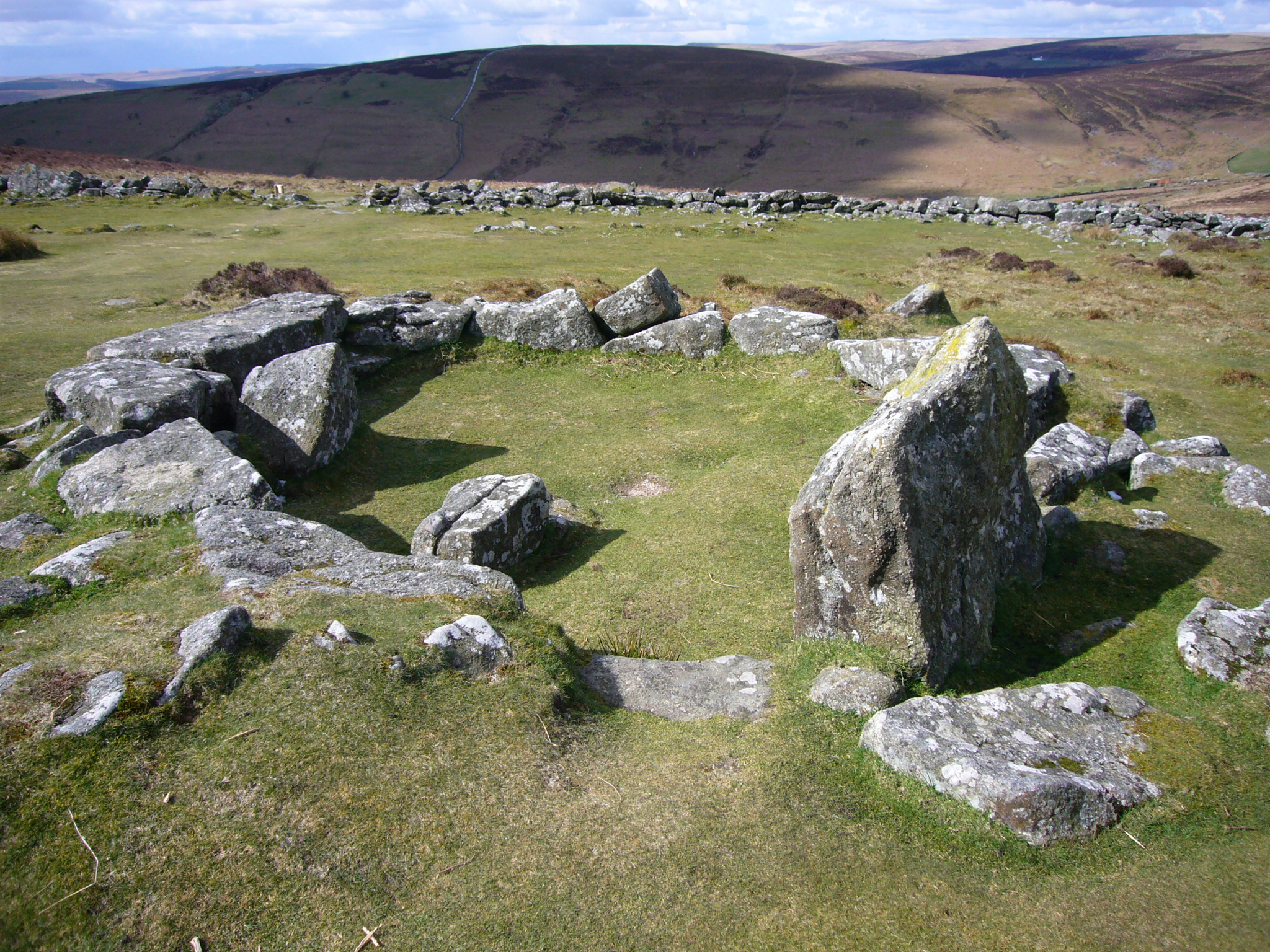
Hüttenfundament
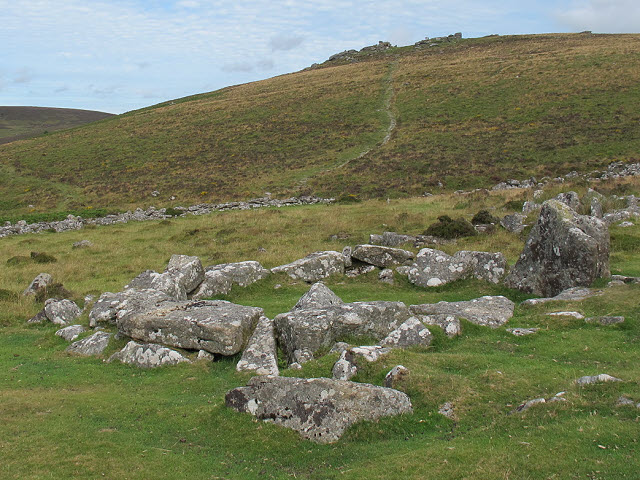
Hüttenfundament

Grimspound stammt aus der Bronzezeit, etwa 1300–1000 v. Chr., und besteht aus einem runden Areal von etwa vier Hektar Größe, das von einer 2,8 m breiten und 1,5 m hohen Trockenmauer eingefasst wird. Sie bestand ursprünglich aus zwei, im Abstand von etwa einem Meter gesetzten Mauern, die zusammen etwa 3,5 m breit waren. Im Inneren befinden sich die Fundamente von 24 Rundhütten mit etwa 3,4 m Durchmesser. Die Mauer wird an einer Stelle von einem gut erhaltenen und gepflasterten Durchgang unterbrochen. Es gibt kaum Anzeichen für menschliche Aktivität. Die Artefakte bestehen aus zerscherbter Keramik und Schabern.
Einig ist man sich darin, dass die Mauer militärischen Zwecken nicht genügte. Da am Rande des Kreises ein Bach durch das Areal läuft, ist die ebenfalls unbestätigte Vorstellung von einem Viehkral entwickelt worden. Es gibt etwa 30 solcher Umwallungen, die als Dartmoor Pounds bezeichnet werden.